# Бассам аль-Рави
Бассам Хишам аль-Рави (араб. بسام هشام الراوي‎; род. 16 декабря 1997, Багдад) — катарский футболист, полузащитник. В настоящее время выступает за команду «Аль-Духаиль».

## Карьера
Родился 16 декабря 1997 года. Воспитанник юношеской команды «Эр-Райян», после чего играл в Европе в испанской «Сельте» и бельгийском «Эйпене», за их молодёжные команды.
Во взрослом футболе дебютировал в 2017 году за «Аль-Духаиль», цвета которого защищает и в настоящее время.
В 2017 году впервые сыграл за взрослую сборную Катара.
Был включён в заявку сборной на кубок Азии 2019 в ОАЭ. В игре против Ливана забил первый гол своей команды на турнире.